# 四维空间

從三维投影看，一个在四维空間中绕一个平面旋轉的四維超正方体。

在物理学和数学中，可將{\displaystyle n}个数的序列理解为一个{\displaystyle n}维空间中的位置。当{\displaystyle n=4}时，所有这样的位置的集合就叫做四维空间。四维空间和人居住的三維空間不同，因為多了一個維度。

## 非歐氏四維空間
愛因斯坦在他的廣義相對論和狭义相對論中提及的四维时空（閔可夫斯基時空）建立在黎曼幾何上，而該非歐氏幾何空間與大眾熟悉的歐氏幾何大相徑庭。此四維空間與四維歐氏空間非常不同。由於幻想和哲學作品的流行，大眾的想像裡，該區別往往被模糊。
关于这一点，1973年，考克斯特曾写道：
把歐氏空間的第四维度視作時間并无益处。实际上，H. G. 威尔斯在《时间机器》中发展的这种十分吸引人的观点令J. W. 杜恩（《时间实验》）等作者对相对论有嚴重誤解。闵可夫斯基的时空几何是不符合欧几里得体系的，所以也就与此探討没有关系。——H. S. M. 考克斯特，Regular Polytopes

## 歐氏四维空间定义
一个有四个空间性维数的空间（“纯空间性”的四维空间），或者说有四个两两正交的运动方向的空间。这种空间就是数学家们用来研究四维几何物体的空间。
从数学方面讲，普通三维空间集合的四维等价物是欧几里得四维空间，一个四维欧几里得赋范向量空间。一个向量的“长度”
{\displaystyle \mathbf {x} =(w,x,y,z)}
以标准基底表示就是
{\displaystyle \|\mathbf {x} \|={\sqrt {w^{2}+x^{2}+y^{2}+z^{2}}}}
也就是勾股定理向四维空间进行的很自然的类比。这就让两个向量之间的夹角很容易定义了（参见欧几里得空间）。

### 正交性
在人所熟悉的三维空间里，有三对主要方向：上下（高度），南北（纬度），东西（经度）。这三对方向两两正交，也就是说，它们两两成直角。从数学方面讲，它们在三条不同的坐标轴，{\displaystyle x}、{\displaystyle y}、{\displaystyle z} 上。计算机图形学中讲的深度缓冲指的就是这条 {\displaystyle z} 轴，在计算机的二维屏幕上代表深度。
纯空间性的四维空间另有一对垂直于其他三个主要方向的主要方向。这一对方向处在另一条同时垂直于 {\displaystyle x}、{\displaystyle y}、{\displaystyle z} 轴的坐标轴上，通常称作 {\displaystyle w} 轴。对这两个方向的命名，人们的看法不一。一些现行的命名有安娜/卡塔，斯皮希图/斯帕提图，维因/维奥，和宇普西龙/德尔塔。这些额外的方向处于（实际上是垂直于）我们所能观察到的三维世界中的方向之外。
|  |  |  |  |  |

### 向量

从一维到五维物体的演示。

纯空间性四维空间可以以向量的形式理解。一个四维向量同样由方向和长度（又叫做模）组成，它可以认为是对从一个点到另一个点向某个方向移动一定的长度的这个过程的描述。零向量是一个长度为零的特殊向量，也就是描述“不移动”这个过程的向量。

#### 向量运算
数学上四维空间可以简单理解为有四个坐标轴的空间，即在普通坐标系中需要4个参数来描述其中一点的坐标。 假设一个描述四维空间中一个点的向量为a，有
{\displaystyle \mathbf {a} ={\begin{pmatrix}a_{1}\\a_{2}\\a_{3}\\a_{4}\end{pmatrix}}.}
上式也可以写成由4个基底(如e1, e2, e3, e4)表示的形式，则
{\displaystyle \mathbf {e} _{1}={\begin{pmatrix}1\\0\\0\\0\end{pmatrix}};\mathbf {e} _{2}={\begin{pmatrix}0\\1\\0\\0\end{pmatrix}};\mathbf {e} _{3}={\begin{pmatrix}0\\0\\1\\0\end{pmatrix}};\mathbf {e} _{4}={\begin{pmatrix}0\\0\\0\\1\end{pmatrix}},}
所以a可化为
{\displaystyle \mathbf {a} =a_{1}\mathbf {e} _{1}+a_{2}\mathbf {e} _{2}+a_{3}\mathbf {e} _{3}+a_{4}\mathbf {e} _{4}.}
四维向量的加法，减法和向量比例和空间向量的一致。空间向量中的数量积（或称为向量的“内积”、点乘）也被推广到四维向量中，如
{\displaystyle \mathbf {a} \cdot \mathbf {b} =a_{1}b_{1}+a_{2}b_{2}+a_{3}b_{3}+a_{4}b_{4}.}
下式可以用于计算一个四维向量的长度
{\displaystyle \left|\mathbf {a} \right|={\sqrt {\mathbf {a} \cdot \mathbf {a} }}={\sqrt {{a_{1}}^{2}+{a_{2}}^{2}+{a_{3}}^{2}+{a_{4}}^{2}}},}
而两个向量的夹角可由下式定义或计算
{\displaystyle \theta =\arccos {\frac {\mathbf {a} \cdot \mathbf {b} }{\left|\mathbf {a} \right|\left|\mathbf {b} \right|}}.}
向量积（或称为向量的“外积”、叉乘）是一个常数，而空间向量的外代数定义为
{\displaystyle \mathbf {a} \wedge \mathbf {b} =(a_{1}b_{2}-a_{2}b_{1})\mathbf {e} _{12}+(a_{1}b_{3}-a_{3}b_{1})\mathbf {e} _{13}+(a_{1}b_{4}-a_{4}b_{1})\mathbf {e} _{14}+(a_{2}b_{3}-a_{3}b_{2})\mathbf {e} _{23}+(a_{2}b_{4}-a_{4}b_{2})\mathbf {e} _{24}+(a_{3}b_{4}-a_{4}b_{3})\mathbf {e} _{34}.}
这是双矢量的求值，以基底(e12, e13, e14, e23, e24, e34)在四维空间中的双矢构成了六维线性空间，它们可以被用来在四个方向产生旋转。

#### 向量操作
通过改变一个四维向量的长度而不改变它的方向，我们可以对一个向量进行伸缩。这可以被想象成沿着原向量的方向伸长或缩短一段长度。一个长度为负数的向量与和它方向相反、长度相等的正数的向量互为相反向量。这可以想象成面沿着原向量的方向倒着走。
如果沿着两个首尾相接的向量运动，那么描述这种运动的直接结果的向量就叫做这两个向量的向量和。例如，如果一个人从点A开始沿某一向量运动到点B，又从点B开始沿另一个向量运动到点C，那么这两个向量的和向量就是从点A径直到点C的向量。

#### 向量组合
给定一组四维向量，我们可以对它们进行任意的伸缩和求和操作来得到新的四维向量。以这种方式得到的所有的四维向量的集合就叫做这一组向量的组合。这种组合可以认为是一个点通过沿着一组向量中的某些向量移动所能达到的所有位置的集合。
给定几何图形X和向量集合S，如果从几何图形X内的一个点出发，沿着向量集合S的线性组合中的向量运动，能够到达X内所有其它的点，那么我们就说这个向量集合S可以张出几何图形X。

#### 向量基底
能够张出一个几何图形X的最小向量集合叫做X的一组基底。不是所有的向量集合都是基底，因为它们可能含有赘余的向量。如果一个向量能通过集合中其他向量经过伸缩、求和而得到，那么这个向量就是赘余的。例如，如果一个集合中有两个平行的向量，那么它们中的一个可以被移除而 X 中的所有点仍然可以达到，因为能通过那个被移除的向量达到的点一定可以通过那个与它平行的向量达到。或者，如果一个向量是其他两个的和，那么它也完全可以被移除。零向量总是赘余的，因为它并不能让一个人达到任意一个除他已经能够达到的点之外的点。

#### 维数
通过把任意一个可以张出几何图形X的向量集合中的所有赘余向量移除，我们可以过的一组X的基底。选定的初始向量集合不同，获得的能张出 X 的基底也可能不同；但是，可以证明所有这些基底中都含有相同数量的向量。这个数量就叫做X的维数。换句话说，如果 X 最少需要n个向量来张出它，那么X就是n维的。
直观地，一个图形的维数可以认为是一个人要想达到这个图形中所有的点，需要运动的所有不同方向的数目。
例如，一个点是一个零维图形。我们不需要任何向量来张出它，因为如果我们从这个点出发，我们已经到达了它所有的位置。
一条直线是一个一维图形。从直线的某一个点上出发，我们需要一个指向这个直线的方向的向量来到达到直线上的其他点。只要一个向量就足够了，因为通过不同程度的伸缩它我们可以到达直线上的任意其他点。
一个平面是一个二维图形。给定平面上的一个起始点，我们至少需要两个互不平行的向量来张出这个平面。如果只有一个向量，我们只能到达某一条直线上的所有点；所以我们需要有另一个与它不平行的向量来往这条直线的“两边”走，从而到达平面上的其他点。只要两个方向就足够了，因为我们可以顺着（或逆着）前一个向量走不同的距离，再往两边走不同的距离来到达平面上的任意点。也可以把平面理解成许多平行线的“堆积”；要想在二维平面上从一点运动到另一点，我们需要首先沿着线平行线运动，再穿过这些平行线向另一个方向运动。
在我们的眼中，空间是三维的。要达到空间中的某一点，我们不仅要向前向后、向两边走，还需要上下移动。换句话说，需要第三个向量才能到达空间中的所有点。同样，也可以把空间理解成许多平行平面的堆积：要想在空间中从一点运动到另一点，我们可以先沿着一个方向前后走，再向两边走，最后上下走。
四维空间则是一个需要四个不同方向才能到达其中所有点的空间。这种空间可以认为是许多平行的三维空间的堆积。要理解这个概念，想象一下把一张张纸并列叠起来的过程。如果人不把它们一个个堆叠起来，这些纸张不会延伸进三维空间。以同样的方式，要想进入四维空间，就必须向一个新的方向运动，这个方向必须是在三维空间以外的。要达到四维空间中的每一个点，一个人不仅需要向前后、左右、上下移动，还要沿着一对新的方向运动，即上文提到的安娜/卡塔，或者叫维因/维奥等等。

### 维数类比

一个超正方体的展开图。

要理解四维空间的本性，我们可以通過與低維度類比進行推廣。维数类比是指通过研究n - 1维与n维之间的关系，来推断n维与n + 1维之间会有什么样的关系。
埃德温·阿伯特·阿伯特在他的书平面國中运用维数类比，讲述了在一个扁平得就像一张纸的二维世界中生活的一个正方形的故事。在这个正方形的眼中，生活在三维世界中的人们拥有近乎神的力量，因为他们能在不打破（二维的）保险箱的情况下从其中把东西（通过移入移出三维空间的方法）取出，能看到所有在二维世界看来是被挡在墙后面的东西，甚至能站在离二维世界几英寸的地方来保持“隐形”。
通过应用维数类比，人们可以推断，四维空间中的人在我们三维的视角看来应该有类似的神奇能力。鲁迪·拉克在他的小说《空间世界》（Spaceland）中展示了这一点。小说的主人公就遇到了具有神奇能力的四维人。

#### 射影
射影是应用维数类比来想象四维空间的一种有效方法。射影是指用n - 1维空间中的图形来代表n维空间中的图形。比如说，电脑屏幕是二维的，而所有三维的人、地方、东西等等的照片都是以射影的形式展现在二维平面上的。这会把三维世界中的深度去除，代之以间接的信息。人眼的视网膜也是由一层二维的感受器构成的，但是人脑能够察知三维物体的真实形状；这是根据阴影、近大远小、双眼视觉等间接信息推断得来的。画家们经常利用透视来赋予二维的图画一种三维（也就是立体）的感觉。
相似地，四维空间中的物体可以以数学的方法射影到三维空间中，从而使观察它们变得更容易。在这种情况下，一个四维的眼的“视网膜”是由一个三维“层”的感受器构成的。假设一个人有这样一只眼，他就可以根据三维图形中的间接信息推断出四维物体的真实形状。
三维物体在人眼视网膜上留下的透视射影会造成近大远小的现象，这样大脑就可以推断出三维的深度。以同样的方式，四维物体的透视射影会造成相似的“近大远小”的效果。通过应用维数类比，我们可以从这种效果中推断出四维的“深度”。
下面的图片演示了这种规律。我们可以比较一下三维的正方体和类似的四维超正方体的三维射影。
| 正方体 | 超正方体 | 解释 |
| ------ | -------- | --- |
|        |          | 左边的图片是正对着一个面看到的正方体。四维中超正方体类似的视角是正对一个胞看到的透视射影，也就是右边的图显示的。就像正方体的投影是一个正方形一样，超正方体的投影是一个正方体。 需要注意的是，正方体的其他5个面在这里是看不见的。它们被看的见的这个面挡住了。相似地，超正方体的其他7个胞也是看不见的，因为它们被看得见的这个胞“挡住”了。但是，这个體的6个面，却是全见的。而且不是左图中以透视的方式展现的“全见”，而是犹如我们可以普通的全见整个正方形的四条边和内部一样，4维世界的人的眼，是直接全见整个正方体的6个面和内部的。 |
|        |          | 左边的图片是正对着一条边看到的正方体。超正方体类似的视角是正对一个面看到的透视射影（右边的图）。就像正方体正对边的投影是两个梯形一样，超正方体正对面的投影是两个棱台。 在这个视角中，正方体离我们最近的边是红色的面与绿色的面的公共边。同样，超正方体里我们最近的面是红色的胞与绿色的胞的公共面。 |
|        |          | 左边是一个正对顶点看到的正方体。这与右边超正方体的正对一条边看到的透视射影相似。就像正方体正对顶点的投影由三个共用一点的梯形组成一样，超正方体正对边的投影由三个共用一边的六面体组成。正方体离我们最近的顶点是三个面的公共点，而超正方体离我们最近的边是投影体中部的三个胞的公共边。 |
|        |          | 我们还可以把正方体的正对边射影和超正方体的正对边射影放在一起，作一个类比。正方体的射影有两个梯形共用一边，而超正方体的射影有三个六面体共用一边。 |
|        |          | 左边是正方体正对点的射影，右边则是超正方体正对一个顶点的透视射影。正方体的正对点射影有三个围绕一点的四边形，而超正方体的正对点射影有四个围绕一点的六面体。正方体离我们最近的顶点是位于投影图形中部的三个面的公共点，而超正方体离我们最近的点也是位于投影体中部的，四个胞的公共点。 注意正方体的六个面中，只有三个能被看到，因为其它三个面在正方体的另一边，被这三个面挡住了。相似地，超正方体的八个胞中只有四个能被看到，因为其它四个胞在超正方体的另一边（在四维深度中离我们这一边更远的一边），被看得见的四个胞挡住了。      |

#### 陰影
一個與射影有密切關係的方法是把四维幾何體的陰影在三维空間中顯示出來。
假設有一束光射向一個三维物體，則其陰影會在二维平面上顯示出來。如此類推，光射向二维物體會產生一维陰影，射向一维物體會產生零维陰影，也就是無光的一點；另一方面，光射向四维物體會產生三维陰影。
如果一個立方體的線框置於光源下，其陰影為一正方形位於另一正方形以内，並且相對的點相連。同樣，如果四维正方體置於光源下，其陰影便會是一三维正方體位於另一正方體之内，並且相對的點相連。（注意，此處顯示的圖片乃四维正方體的三维陰影在二维平面上的投影。）

#### 邊界
维度類比法也可幫我們推論出高维度物體的基本屬性。例如，二维物體有一维的邊界，正方形的邊界為一维的線；三维物體有二维的邊界（表面），正方體的表面為二维的平面。我們可以推論，四维物體便有三维的“邊界”，就是超正方體的外圍是三维的正方體。以上屬性對如何表達四维物體的三维投影很有幫助。

#### 視覺觀測
作爲三维空間中的生物，我們的眼睛只能看到這個世界的二维投影。生活在四维空間的生物便能看到它們的世界的三维投影。例如，它們可以同時看到一個正方體的所有六面，還能同時看到正方體中的物體；其實我們也可以同時看到二维平面上的正方形的全部四條邊及其中的物體。四维生物能同一時間看到三维空間中的所有點、物體和物體的内部，這些是我們在三维空間中看不到的。

#### 限制
類比法是理解高维度空間的一項很好的方法，但我們若不經過更進一步的計算仍不可以妄下結論。以下是圓形周長公式：
{\displaystyle C=2\pi r}
及球體表面積公式：
{\displaystyle A=4\pi r^{2}}。
有人可能會立即推論出超球體的表面體積為{\displaystyle V=6\pi r^{3}}或{\displaystyle V=8\pi r^{3}}，但實際上兩者均為錯誤。正確公式為{\displaystyle V=2\pi ^{2}r^{3}}。

## 幾何
四维幾何比三维幾何豐富得多，因爲其額外的维度提供了更多的自由空間。
三维空間中，我們可以從多邊形做出多面體；同樣地，在四维空間中我們可以從多面體做出多胞體（四维多胞形）。三维空間中存在5種正多面體，以柏拉圖立體稱之；而四维空間中存在6種正多胞體，均從柏拉圖立體類比而成。三维空間中存在13種半正多面體（阿基米德立體），而在四维空間中存在58種半正多胞體。
在三维空間，我們可以把圓形向第三维度拉伸形成圓柱體。而在四维空間，我們可以向第四维度拉伸球體形成球柱體（球體為“蓋”的柱體），或拉伸圓柱體形成圓柱棱體。我們還可以取兩個球體的笛卡爾積得到一個圓柱體柱。以上三種均可在四维中“滾動”，但各有不同的屬性。
三维中，曲綫可以形成結，但曲面並不可以（除非互相交叉穿越）。但在四维中，以曲面形成的結可以經過延伸到第四维度而解開。由於自由度更大，四维中的曲面結比三维中的綫結要複雜的多。克萊因瓶便是其中一個例子。另一例子為實射影平面。

### 超球體
在四维歐幾里得空間中與P0點有相同距離R的所有點的集合能形成一個超曲面，稱爲三维球面。此超曲面包含的四維空間超體積為：
{\displaystyle V=2\pi ^{2}R^{3}}
這是廣義相對論中的羅伯遜-沃爾克度規，其中R由R(t)代替，t代表宇宙年齡。R值的隨時間的加大或減低表示宇宙膨脹或收縮，這取決於宇宙質量密度。